# 자동차 배터리

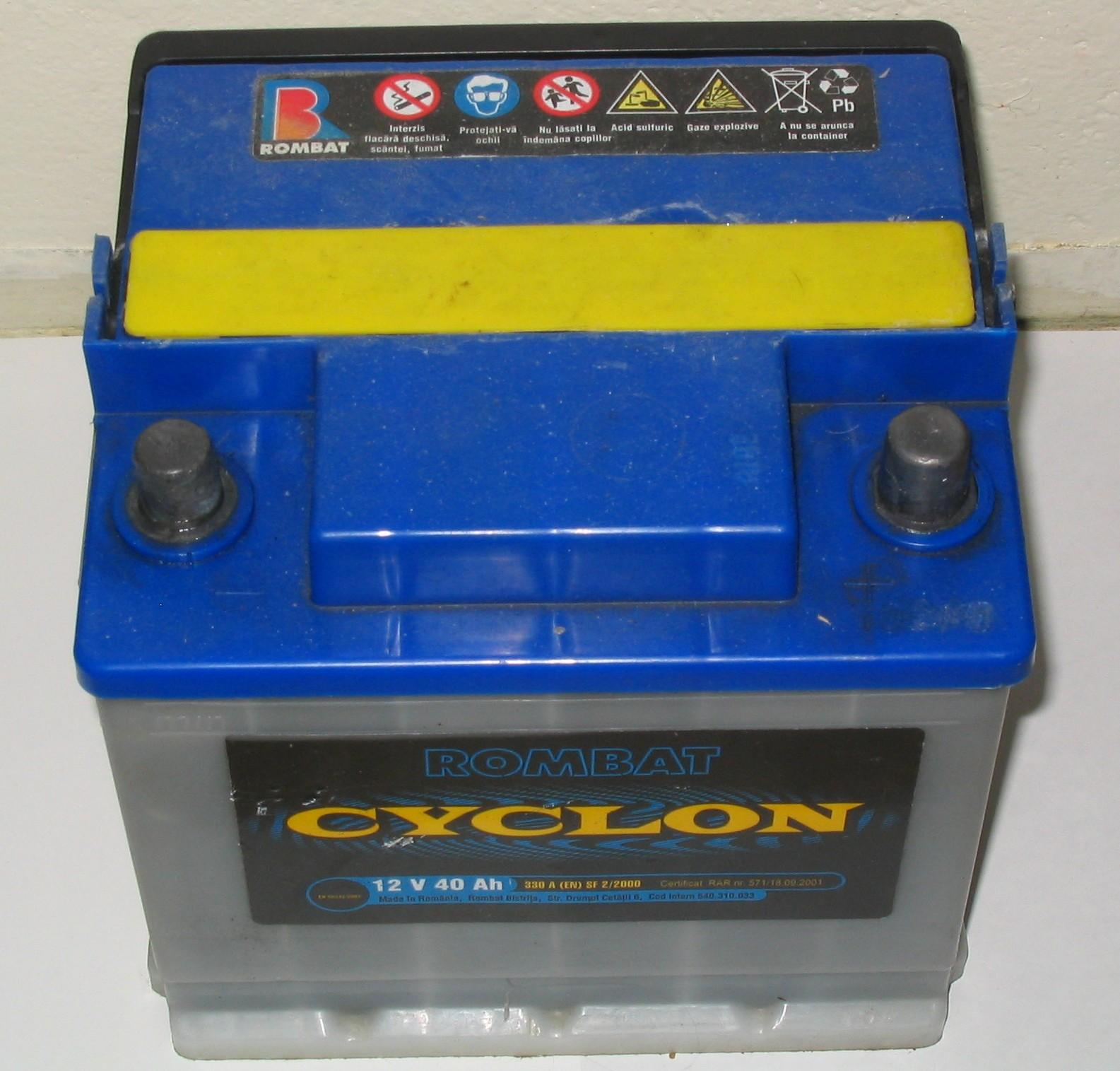
12볼트 40 Ah 납 축전지 차량 배터리

자동차 배터리는 자동차 시동에 사용되는 충전식 배터리이다. 주요 목적은 전동 시동 모터에 전류를 공급하여 실제로 차량을 추진하는 화학 동력 내연 기관을 시동하는 것이다. 일단 엔진이 가동되면 차량의 전기 시스템에 대한 전력은 여전히 배터리에 의해 공급되며 교류 발전기는 수요가 증가하거나 감소함에 따라 배터리를 충전한다.

## 역사
초기 자동차에는 전기 시스템이 제한되어 있어 배터리가 없었다. 전기 경적 대신 벨을 사용했고 헤드라이트는 가스 구동식이었고 엔진은 크랭크로 시동을 걸었다. 자동차 배터리는 자동차에 전기 스타터 모터가 장착되면서 1920년경에 널리 사용되었다. 충전이 필요 없는 밀폐형 배터리는 1971년에 발명되었다.
최초의 시동 및 충전 시스템은 차량의 섀시가 양극 배터리 단자에 직접 연결된 6볼트 및 양극 접지 시스템으로 설계되었다. 오늘날 거의 모든 도로 차량에는 네거티브 그라운드 시스템이 있다. 음극 배터리 단자는 차량 섀시에 연결된다.
허드슨 모터 카 컴퍼니는 배터리 카운슬 인터내셔널의 배터리를 사용하기 시작한 1918년에 표준화된 배터리를 처음으로 사용했다. BCI는 배터리의 치수 기준을 설정하는 조직이다.
자동차는 1950년대 중반까지 6V 전기 시스템과 배터리를 사용했다. 6V에서 12V로의 전환은 더 높은 압축비를 가진 더 큰 엔진이 시동하는 데 더 많은 전력이 필요할 때 발생했다. 예를 들어 1960년대 중반의 폭스바겐 비틀과 1970년의 시트로엥 2CV와 같이 시동에 더 적은 전력이 필요한 소형 자동차는 6V를 더 오래 유지했다.
1990년대에 42V 전기 시스템 표준이 제안되었다. 더 강력한 전기 구동 액세서리와 더 가벼운 자동차 배선 하니스를 허용하기 위한 것이다. 고효율 모터, 새로운 배선 기술 및 디지털 제어의 가용성, 고전압 스타터/제너레이터를 사용하는 하이브리드 차량 시스템에 대한 관심으로 주요 자동차 전압을 전환해야 하는 압박이 크게 사라졌다.

## 같이 보기
- 충전기
- 납 축전지